# Taipivai
Taipivai es una comuna asociada de la comuna francesa de Nuku-Hiva que está situada en la subdivisión de Islas Marquesas, de la colectividad de ultramar de Polinesia Francesa.

## Composición
La comuna asociada de Taipivai comprende una fracción de la isla de Nuku Hiva.

## Demografía
| Gráfica de evolución demográfica de Taipivai entre 1977 y 2012 |
|                                                                |

Fuente: Insee